# Guo Zhendong
Guo Zhendong (chinesisch 郭振东, * 4. August 1984 in Shashi, Jingzhou, Hubei) ist ein chinesischer Badmintonspieler.

## Karriere
Zhendong gilt als Spezialist für Doppel, holte er sich doch in dieser Disziplin die meisten seiner Erfolge. Zusammen mit Xie Zhongbo war er auch im Herrendoppel erfolgreich, als beide gemeinsam 2004 die Polish Open, 2005 die China Masters, 2007 die Austrian International und 2008 die India Open 2008 gewannen. Platz 2 sprang bei den Macau Open 2008 heraus, Platz 3 bei den Hong Kong Open 2005 und 2006.
Guo Zhendong und Xie Zhongbo nahmen auch an den Olympischen Spielen 2008 teil, schieden dort jedoch schon in Runde eins aus.